# Салтыкова, Дарья Петровна
Графиня Да́рья Петро́вна Салтыко́ва, урождённая Чернышёва  (20 сентября 1739 — 23 декабря 1802) — статс-дама и дама Ордена Святой Екатерины 1-й степени, сестра княгини Н. П. Голицыной, жена генерал-фельдмаршала графа И. П. Салтыкова.

## Биография
Старшая дочь дипломата графа Петра Григорьевича Чернышева, крестника Петра Великого, многими считавшегося за его сына. Мать её, графиня Екатерина Андреевна, была дочерью известного начальника тайной канцелярии при Бироне, графа Андрея Ивановича Ушакова.

### Молодые годы
Дарья Петровна провела детство и молодые годы за границей, где отец её много лет был посланником при датском, берлинском и английском дворах и послом в Париже. Там она получила то блестящее воспитание, которое поставило её, а также сестру её, княгиню Наталью Петровну Голицыну, известную под именем «Princesse Moustache», в ряду образованнейших русских женщин конца XVIII века. Они обладали изысканными манерами, светским лоском, свободно владели четырьмя языками, но плохо знали русский язык. Вернувшись с родителями в Россию в 1765 году, Дарья была пожалована Екатериной II во фрейлины и окунулась в светскую жизнь — балы, домашние спектакли.
В июне 1766 года сёстры Чернышевы принимали участие в грандиозном костюмированном празднике, устроенном императрицей Екатериной II перед Зимним дворцом, где в качестве одного из главных распорядителей был будущий муж Дарьи — граф Салтыков. Он возглавлял один из четырёх отрядов — славянский. Тремя другими (индийским, римским и турецким) начальствовали обер-шталмейстер двора П. И. Репнин и братья Г.Г. и А. Г. Орловы. Дамы и кавалеры этих отрядов соревновались в беге на колесницах и верховой езде. Победительницей среди женщин вышла Наталья Чернышёва.
В ноябре 1768 году Дарья Петровна принимала участие в постановке французской комедии, которая была дана при дворе по случаю выздоровления императрицы и великого князя после привития оспы. Современники отмечали, что она играла с такой непринужденностью и искусством, как будто выступала на сцене много лет.

## Замужество
В 1771 году Дарья Петровна вышла замуж за прославленного героя русско-турецкой войны генерала-поручика Ивана Петровича Салтыкова (1730—1809). Её сестра княгиня Голицына в своих заметках писала:
…В июне 1771 года Батюшка мой приехал в Москву на свадьбу моей сестры с Графом по имени Иван Петрович Салтыков, поскольку Батюшка (Салтыков Пётр Семёнович) оного желал, чтобы свадьба происходила в присутствии моего Папеньки. В том же году 15 июля состоялась оная свадьба в имении маршала Салтыкова, свекра сыстры моей, в Марфине, что в 30 верстах от Москвы.

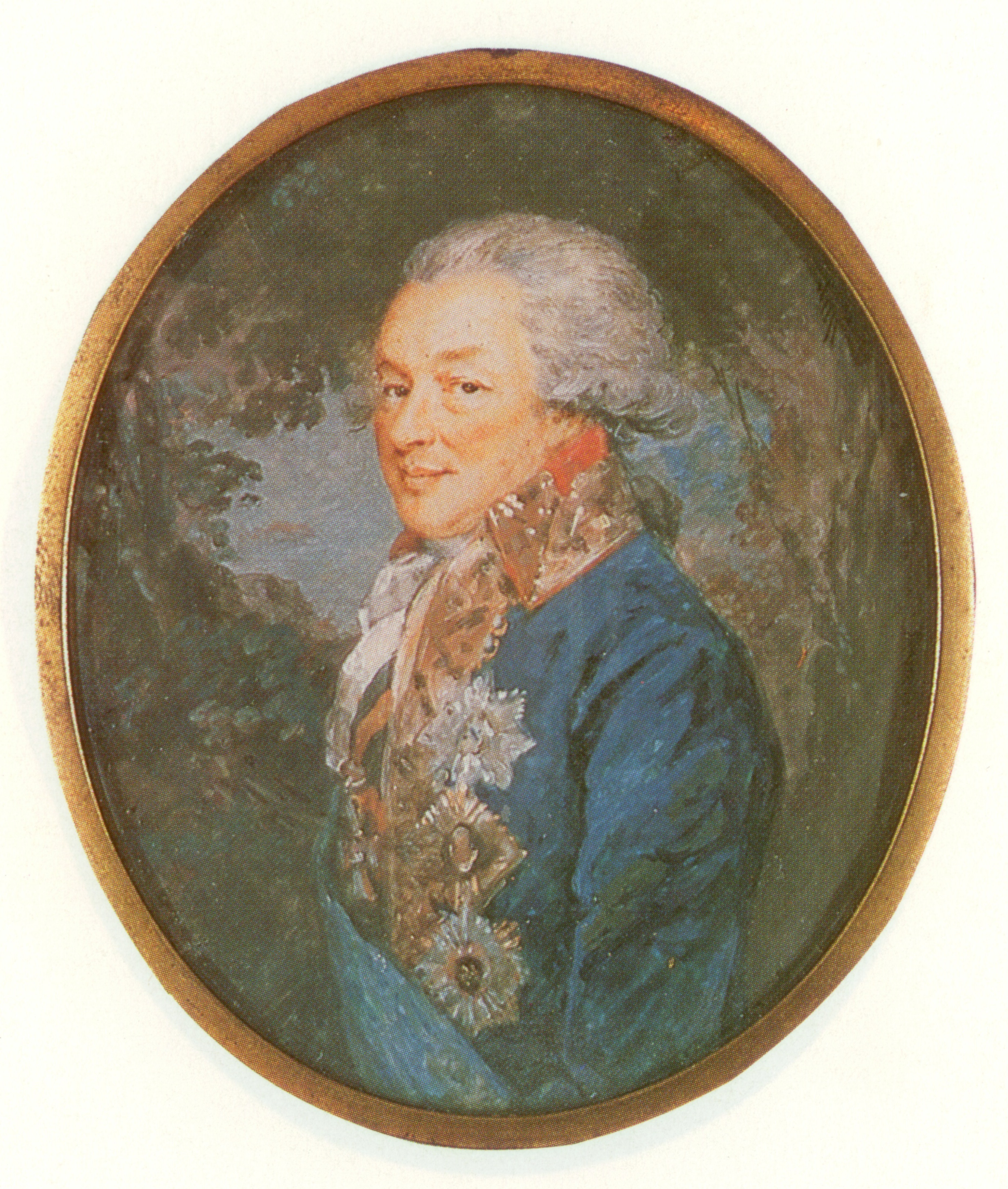
Граф Иван Салтыков
Миниатюра А. Х. Ритта, 1790-е

Замужество с будущим фельдмаршалом позволило Дарье Петровне стать хозяйкой особняка на Дворцовая наб., 16 и занять выдающееся положение в свете, чему немало способствовала и её крайне самобытная личность. Высокого роста, представительная, с мужскими манерами, она своею величественной наружностью несколько напоминала Екатерину II. Многие упрекали Салтыкову в надменности, что отчасти объяснялось её молчаливостью в обществе вследствие недостаточного, благодаря заграничному воспитанию, знакомства с русским языком, который тогда не был ещё вытеснен французским из гостиных большого света. При дворе графиня известна была независимостью и подчас резкостью своих суждений.
В 1780 году для поправления здоровья Дарья Петровна с мужем и дочерьми уехала за границу. В поездке они посетили Берлин, Дрезден, Брюссель. Жили три месяца в Лондоне и провели больше года в Париже, где делали такие огромные долги, что русский посланник при французском дворе в письмах к графу Воронцову называл их «бесчестьем всей нашей нации».
Летом 1783 года они вернулись в Россию. С назначением в 1784 году графа Салтыкова генерал-губернатором Владимирского и Костромского наместничеств, семья в течение трёх лет жила во Владимире.
Дарья Петровна считалась женщиной самых строгих правил и снисходительно, с оттенком презрения, относилась к многочисленным любовным похождениям супруга, никогда не унижалась до ревности. Муж же платил ей глубокою привязанностью и уважением.
В день торжества по случаю заключения мира с Портою (2 сентября 1793 года) Дарья Петровна была пожалована в статс-дамы, а в декабре её дочери Анна и Екатерина стали фрейлинами. В коронацию Павла I Дарья Петровна получила орден Св. Екатерины I класса, а её муж в 1797 году был назначен московский военным губернатором.

## Жизнь в Москве

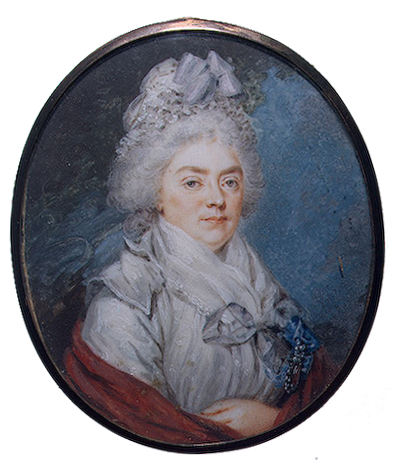
Дарья Петровна Салтыкова
Миниатюра А. Х. Ритта, 1794. Государственный Эрмитаж

В бытность графа Ивана Петровича московским генерал-губернатором, дом Салтыковых представлял подобие маленького двора.
Жили чрезвычайно пышно, по воскресеньям давали балы, на которые иногда съезжалось до восьмисот человек. Лето Дарья Петровна проводила в подмосковном имении мужа Марфине; устраиваемые ею там празднества, продолжались по несколько дней, не уступали в роскоши её московским балам. Особенно славились любительские спектакли в Марфине; давались на них французская комедия Мариво, а также оперы, русские и французские. На одном из этих представлений была дана пьеса под названием «Только для Марфина», и в числе гостей присутствовал её автор, Карамзин. По отзыву Ф. Ф. Вигеля:
…Дарья Петровна Салтыкова была женщина чрезвычайно умная и отменно добродушная. Она соединяла в себе всю важность русских боярынь  до петровского времени, с  утонченной вежливостью и непринужденностью обращения придворных дам версальского двора… Вообще в  посторонних расположена была видеть одну только хорошую сторону.

С большим участием отнеслась графиня Дарья Петровна к приехавшей в Москву в 1801 году талантливой французской портретистке г-же Виже-Лебрён, доставила ей много заказов и интересовалась её работами, посещая её мастерскую. Художница вспоминала:
… Дом маршальши Салтыковой почитался одним из лучших в Москве. Я должна была сделать ей визит сразу же по приезде. Она и её муж, занимавший тогда пост губернатора, приняли меня с бесконечным доброжелательством. Мне были заказаны портреты самого г-на Салтыкова и их дочери, вышедшей замуж за графа Григория Владимировича Орлова… В доме графини Салтыковой я наслаждалась совершенным покоем…
 Во время своего губернаторства Салтыков оставил по себе хорошую память, любя делать добро людям, а супругу его приводили в пример высокой нравственности.

Скончалась графиня Дарья Петровна от расстройства желудка 23 декабря 1802 года, по пути в Москву на станцию Хотилово, возвращаясь с мужем из Петербурга. Её двоюродная сестра и подруга Наталья Михайловна Строганова записала в своём дневнике:
8 декабря 1802 года ехавши из Петербурга в Москву  графиня Дарья Петровна Салтыкова с графом и детьми 10 декабря приехала в Новгород, где граф занемог. Жили в Новгороде до 17 декабря. Приехали в Хотилово 18 декабря. Тут занемогла графиня Дарья Петровна. И в пятый день своей болезни, 23 декабря скончалась.
Смерть супруги так сильно подействовала на Ивана Петровича, что он через полтора года из-за расстроенного здоровья подал прошение об отставке. Он умер от паралича 14 ноября 1805 года. Оба похоронены в Спасской церкви имения Никольское под Ярославлем, близ деревни Когаево. В советское время в 1939-1942 году церковь была разобрана,а фамильные склепы Салтыковых разграблены.

## Дети
Супруги Салтыковы имели одного сына и трёх дочерей. Дарья Петровна сама занималась воспитанием своих детей: дочерям, своим примером и наставлениями старалась внушить строгую добродетель, но была очень снисходительна к своему любимцу к единственному сыну:
- Прасковья Ивановна (1772—1859) — фрейлина, в 1795 году вышла замуж за сенатора Петра Васильевича Мятлева (1756—1833), их сын — известный поэт-юморист Иван Мятлев.
- Екатерина Ивановна (12 августа 1776 — 19 ноября 1815) — фрейлина с 1795 года, умерла девицей.
- Анна Ивановна (1779—1824) — фрейлина, в феврале 1800 года вышла замуж за сенатора графа Григория Владимировича Орлова (1777—1826), сына В. Г. Орлова. Она была привлекательной и умной женщиной. По болезни постоянно пребывала за границей, в Париже имела литературный салон. Умерла бездетной во Франции.
- Пётр Иванович (1784—1813), с 1799 года камергер. Кавалер орденов Св. Георгия 4-го класса и Св. Владимира 4-й степени, был тяжело ранен в Аустерлицком сражении. В незабываемый 1812 год он сформировал собственный гусарский полк (названный Салтыковским), пожертвовав значительную частью своего состояния на его вооружение. Ежедневно навещая в лазаретах больных солдат, заразился горячкой и в 28-летнем возрасте скончался в чине полковника холостым.

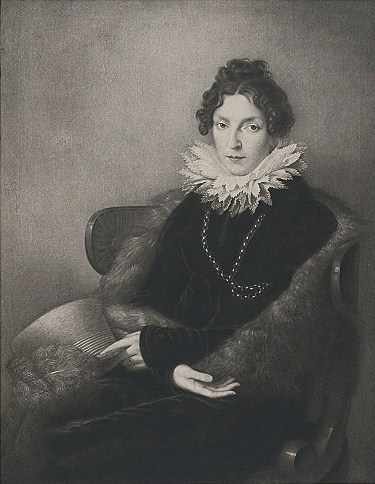
Прасковья
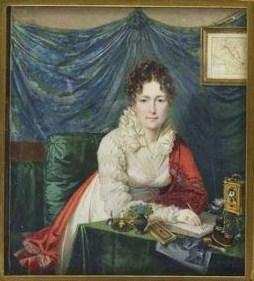
Анна